# جزيرة المنتصر
قرية جزيرة المنتصر هي إحدى القرى التابعة لمركز المنشأة بمحافظة سوهاج في جمهورية مصر العربية. حسب إحصاءات سنة 2006، بلغ إجمالي السكان في جزيرة المنتصر 8162 نسمة، منهم 4104 رجل و4058 امرأة.